# Morfisme
In de wiskunde is een morfisme een abstractie die is afgeleid van structuurbewarende afbeeldingen tussen twee wiskundige structuren.
De studie van morfismen en van de structuren (de zogenaamde objecten) waarover deze zijn gedefinieerd, staat centraal in de categorietheorie. Een groot deel van de terminologie met betrekking tot morfismen, alsmede de intuïtie die daaraan ten grondslag ligt, komt van concrete categorieën, waar de objecten verzamelingen zijn met enige aanvullende structuur, en morfismen afbeeldingen zijn die deze structuur bewaren. In het algemeen zijn morfismen niet noodzakelijkerwijs afbeeldingen, en de objecten waarop morfismen worden gedefinieerd niet per se verzamelingen. In plaats daarvan wordt een morfisme vaak beschouwd als een pijl die een object dat het domein wordt genoemd verbindt met een ander object dat het codomein wordt genoemd.
Het begrip morfisme komt in veel gebieden van de hedendaagse wiskunde voor. In de verzamelingenleer zijn morfismen afbeeldingen, in de topologie continue functies, in de universele algebra homomorfismen en in de groepentheorie groepshomomorfismen.

## Definitie
Een categorie {\displaystyle C} bestaat uit twee klassen, een van objecten en de ander van morfismen. Bij ieder morfisme behoren de twee objecten domein (of bron) en codomein (of doel). Voor het morfisme {\displaystyle f} met domein {\displaystyle X} en codomein {\displaystyle Y} schrijft men {\displaystyle f:X\to Y}. Een morfisme is dus een pijl van het domein naar het codomein van dit morfisme. De collectie van alle morfismen van {\displaystyle X} naar {\displaystyle Y} wordt aangeduid door {\displaystyle \mathrm {hom} _{C}(X,Y)} of simpelweg {\displaystyle \mathrm {hom} (X,Y)}, en wordt, hoewel het niet noodzakelijk een verzameling hoeft te zijn, vaak de hom-verzameling tussen {\displaystyle X} en {\displaystyle Y} genoemd. (Sommige wiskundigen schrijven ook {\displaystyle \mathrm {Mor} _{C}(X,Y)} of {\displaystyle \mathrm {Mor} (X,Y)}).
Voor elke drie objecten {\displaystyle X,Y} en {\displaystyle Z} bestaat er een binaire operatie {\displaystyle \mathrm {hom} (X,Y)\times \mathrm {hom} (Y,Z)\to \mathrm {hom} (X,Z)}, die men de samenstelling noemt. De samenstelling van {\displaystyle f:X\to Y} en {\displaystyle g:Y\to Z} wordt geschreven als {\displaystyle g\circ f,\ \ gf,}  of zelfs {\displaystyle fg}. De samenstelling van morfismen wordt vaak weergegeven in een commutatief diagram. Bijvoorbeeld,
Samenstelling van morfismen voldoet aan de volgende twee axioma's:
- Identiteit: Voor elk object {\displaystyle X} bestaat er een morfisme {\displaystyle \operatorname {id} _{X}:X\to X}, dat men het identiteitsmorfisme op {\displaystyle X} noemt, zodanig dat voor elk morfisme {\displaystyle f:A\to B} geldt dat {\displaystyle \operatorname {id} _{B}\circ f=f=f\circ \operatorname {id} _{A}}.
- Associativiteit: Voor alle morfismen {\displaystyle f\colon A\to B}, {\displaystyle g\colon B\to C} en {\displaystyle D\colon C\to B} geldt: {\displaystyle h\circ (g\circ f)=(h\circ g)\circ f}.

Als {\displaystyle C} een concrete categorie is, is het identiteitsmorfisme alleen de identiteitsfunctie, en is de samenstelling alleen de gewone functie-compositie. Associativiteit volgt dan, omdat de samenstelling van functies associatief is.
Merk op dat het domein en codomein in feite deel uitmaken van de informatie die een morfisme bepalen. In de categorie van verzamelingen bijvoorbeeld, waar morfismen functies zijn, kunnen twee functies identiek zijn als verzamelingen van geordende paren (zij kunnen hetzelfde bereik hebben), terwijl zij verschillende codomeinen hebben. Vanuit het perspectief van de categorietheorie zijn deze twee functies verschillend. Veel auteurs eisen dan ook dat de hom-klassen {\displaystyle \mathrm {hom} (X,Y)} disjunct zijn. In de praktijk is dit geen probleem want als deze disjunctie niet opgaat, kan dit alsnog worden gewaarborgd door het domein en het codomein aan de morfismen toe te voegen (bijvoorbeeld als tweede en derde deel van een geordend triplet).

## Speciale morfismen

### Monomorfisme
Een monomorfisme is een morfisme {\displaystyle f} dat aan een linkse schrapwet voldoet:
{\displaystyle \forall g,h:fg=fh\implies g=h}
In de categorie van de verzamelingen en afbeeldingen zijn de monomorfismen de injecties.

### Linkerinverse
Het morfisme {\displaystyle f} heeft een linkerinverse als er een morfisme {\displaystyle g:Y\to X} is, zodanig dat {\displaystyle gf=\operatorname {id} _{X}}. De linkerinverse {\displaystyle g} wordt ook een retractie van {\displaystyle f} genoemd. Morfismen met linkerinversen zijn altijd monomorfismen, maar de omkering is niet altijd waar in elke categorie; een monomorfisme hoeft geen linkerinverse te hebben.

### Splitsmonomorfisme
Een splitsmonomorfisme {\displaystyle h:X\to Y} is een monomorfisme dat een linkerinverse {\displaystyle g:Y\to X} heeft. De samenstelling {\displaystyle hg:Y\to Y} is dus idempotent, d.w.z. {\displaystyle (hg)^{2}=hg}.
In concrete categorieën is een functie die een linkerinverse heeft injectief. In concrete categorieën zijn monomorfismen, dus vaak, maar niet altijd injectief. De voorwaarde om een injectie te zijn is sterker dan de voorwaarde een monomorfisme te zijn, maar zwakker dan de voorwaarde om een splitsmonomorfisme te zijn.

### Epimorfisme
Een epimorfisme is een morfisme {\displaystyle f} dat aan een rechtse schrapwet voldoet:
{\displaystyle \forall g,h:gf=hf\implies g=h}
In de categorie van de verzamelingen en afbeeldingen zijn de epimorfismen de surjecties.

### Rechterinverse
Het morfisme {\displaystyle f} heeft een rechterinverse als er een morfisme {\displaystyle g:Y\to X} bestaat zodat {\displaystyle fg=\operatorname {id} _{Y}}. De rechterinverse {\displaystyle g} wordt ook een sectie van {\displaystyle f} genoemd. Morfismen die een rechterinverse heeft zijn altijd epimorfismen, maar het tegenovergestelde is niet altijd waar voor elke categorie, bijvoorbeeld wanneer een epimorfisme geen rechterinverse heeft.

### Splitsepimorfisme
Een splitsepimorfisme is een epimorfisme dat een rechterinverse heeft.
In concrete categorieën is een functie die een rechterinverse heeft surjectief. In concrete categorieën zijn epimorfismen dus vaak, maar niet altijd surjectief. De voorwaarde om een surjectie te zijn is sterker dan de voorwaarde een epimorfisme te zijn, maar zwakker dan de voorwaarde om een splitsepimorfisme te zijn. In de categorie van verzamelingen heeft elke surjectie een sectie, een resultaat dat equivalent ia aan het keuzeaxioma.
Merk op dat als een splitsmonomorfisme {\displaystyle f} een linkerinverse {\displaystyle g} heeft, {\displaystyle g} een splitsepimorfisme is en een rechterinverse {\displaystyle f} heeft.

### Bimorfisme
Een bimorfisme is een morfisme dat zowel een epimorfisme als een monomorfisme is.

### Isomorfisme
Een isomorfisme is een monomorfisme dat tevens epimorfisme is.
Het morfisme {\displaystyle f:X\to Y} is een isomorfisme als er een morfisme {\displaystyle g:Y\to X} bestaat zodat {\displaystyle fg=\operatorname {id} _{Y}} en {\displaystyle gf=\operatorname {id} _{X}.}
Als een morfisme zowel een linker- als een rechterinverse heeft dan zijn deze twee inverses aan elkaar gelijk, zodat {\displaystyle f} een isomorfisme is, en {\displaystyle g} simpelweg de inverse van {\displaystyle f} wordt genoemd. Inverse morfismen zijn, als zij bestaan, uniek. De inverse {\displaystyle g} is ook een isomorfisme met een inverse {\displaystyle f}. Van twee wiskundig objecten met een isomorfisme tussen deze objecten wordt gezegd dat zij isomorf of equivalent zijn.
Merk op dat terwijl elk isomorfisme een bimorfisme is, een bimorfisme niet noodzakelijkerwijs een isomorfme is. In de categorie van commutatieve ringen is de inclusie {\displaystyle \mathbb {Z} \to \mathbb {Q} } bijvoorbeeld een bimorfisme dat niet een isomorfme is. Elk morfisme dat zowel een epimorfisme als een splitsmonomorfisme, of zowel een monomorfisme als een splitsepimorfisme is, moet ook een isomorfisme zijn. Een categorie, zoals Set, waarin elk bimorfisme een isomorfisme is, staat bekend als een gebalanceerde categorie.

### Endomorfisme
Een morfisme {\displaystyle f:X\to X} heet een endomorfisme van {\displaystyle X}.
Een splitsendomorfisme is een idempotent endomorfisme {\displaystyle f}, als {\displaystyle f} een decomposition {\displaystyle fg} toestaat met {\displaystyle gh=\operatorname {id} }. In het bijzonder, de Karoubi-envelope van een categorie splitst elk idempotent morfisme.

### Automorfisme
Een automorfisme is een morfisme dat zowel een endomorfisme als een isomorfisme is.

## Kern en beeld
In de groepentheorie is de kern van een groepshomomorfisme de verzameling elementen van het domein (bron) die door het homomorfisme op het neutrale element van het codomein (doel} worden afgebeeld. Het is een ondergroep van het domein.
In de categorie van de verzamelingen en hun afbeeldingen, en in de meeste categorieën gebaseerd op verzamelingen met structuren, is het beeld van een afbeelding, de verzameling elementen van het doel waarop minstens één element van het domein wordt afgebeeld.
In de categorietheorie heeft niet elke categorie het begrip  "kern van een morfisme" - daarvoor moeten we veronderstellen dat de categorie is uitgerust met een nulmorfisme tussen elk paar objecten. De nulmorfismen hebben de eigenschap dat
{\displaystyle \forall f:A\to B,\forall g:C\to D:g\,0_{AC}=0_{BD}\,f}
De (abstracte, categorie-theoretische) kern van een morfisme {\displaystyle f} van object {\displaystyle A} naar object {\displaystyle B} is een morfisme {\displaystyle k} van een object {\displaystyle I} naar {\displaystyle A} met de eigenschappen:
- {\displaystyle fk=0_{IB}}
- {\displaystyle \forall k':J\to A:(fk'=0_{JB}\implies \exists !u:J\to I,k'=ku)}

De kern van {\displaystyle f}, als hij bestaat, hoeft niet uniek te zijn, maar alle kernen van {\displaystyle f} zijn door onderlinge isomorfismen verbonden ("op isomorfie na bepaald").
In de abstracte categorietheorie heeft elke categorie de notie van "beeld van een morfisme" (van een object {\displaystyle A} naar object {\displaystyle B}). Dit is een monomorfisme {\displaystyle x} van een object {\displaystyle I} naar {\displaystyle B} met de eigenschappen:
- {\displaystyle \exists g:A\to I,xg=f}
- {\displaystyle \forall {\hbox{monomorfismen }}y:J\to B,\forall h:A\to J:(yh=f\implies \exists !m:I\to J,h=mg,y=xm)}

## Voorbeelden
- In de concrete categorieën die in de universele algebra worden bestudeerd zijn (groepen, ringen, modules, enz.), worden morfismen homomorfismen genoemd. Ook vinden de begrippen automorfisme, endomorfisme, epimorfisme, homeomorfisme, isomorfisme, en monomorfismen allemaal toepassing in de universele algebra.

- In de categorie van topologische ruimten zijn morfismen continue functies en worden isomorfismen homeomorfismen genoemd.

- In de categorie van de gladde variëteiten zijn morfismen gladde functies en worden isomorfismen diffeomorfismen genoemd.

## Websites
- Encyclopedia of Mathematics. Morphism.
- MathWorld. Morphism.